# Sequeiros (Amares)
Sequeiros ist ein Ort und eine ehemalige Gemeinde im Norden Portugals.
Sequeiros gehört zum Kreis Amares im Distrikt Braga. Die Gemeinde hatte eine Fläche von 3,2 km² und 204 Einwohner (Stand 30. Juni 2011).
Am 29. September 2013 wurden die Gemeinden Sequeiros, Caldelas und Paranhos zur neuen Gemeinde União das Freguesias de Caldelas, Sequeiros e Paranhos zusammengefasst.